# Les Hauts-d'Anjou
Les Hauts-d'Anjou  is een gemeente in het Franse departement Maine-et-Loire in de regio Pays de la Loire.
De gemeente werd op 15 december 2016 opgericht door fusie van de voormalige gemeenten Brissarthe, Contigné, Cherré, Champigné, Marigné, Sœurdres en Querré. Op 1 januari 2019 werd de voormalige gemeente Châteauneuf-sur-Sarthe samengevoegd met Les Hauts-d'Anjou. Les Hauts-d'Anjou telde op 1 januari 2022 8.712 inwoners.

## Geografie
De oppervlakte van Les Hauts-d'Anjou bedroeg op 1 januari 2022 143,36 vierkante kilometer; de bevolkingsdichtheid was toen 60,8 inwoners per km².

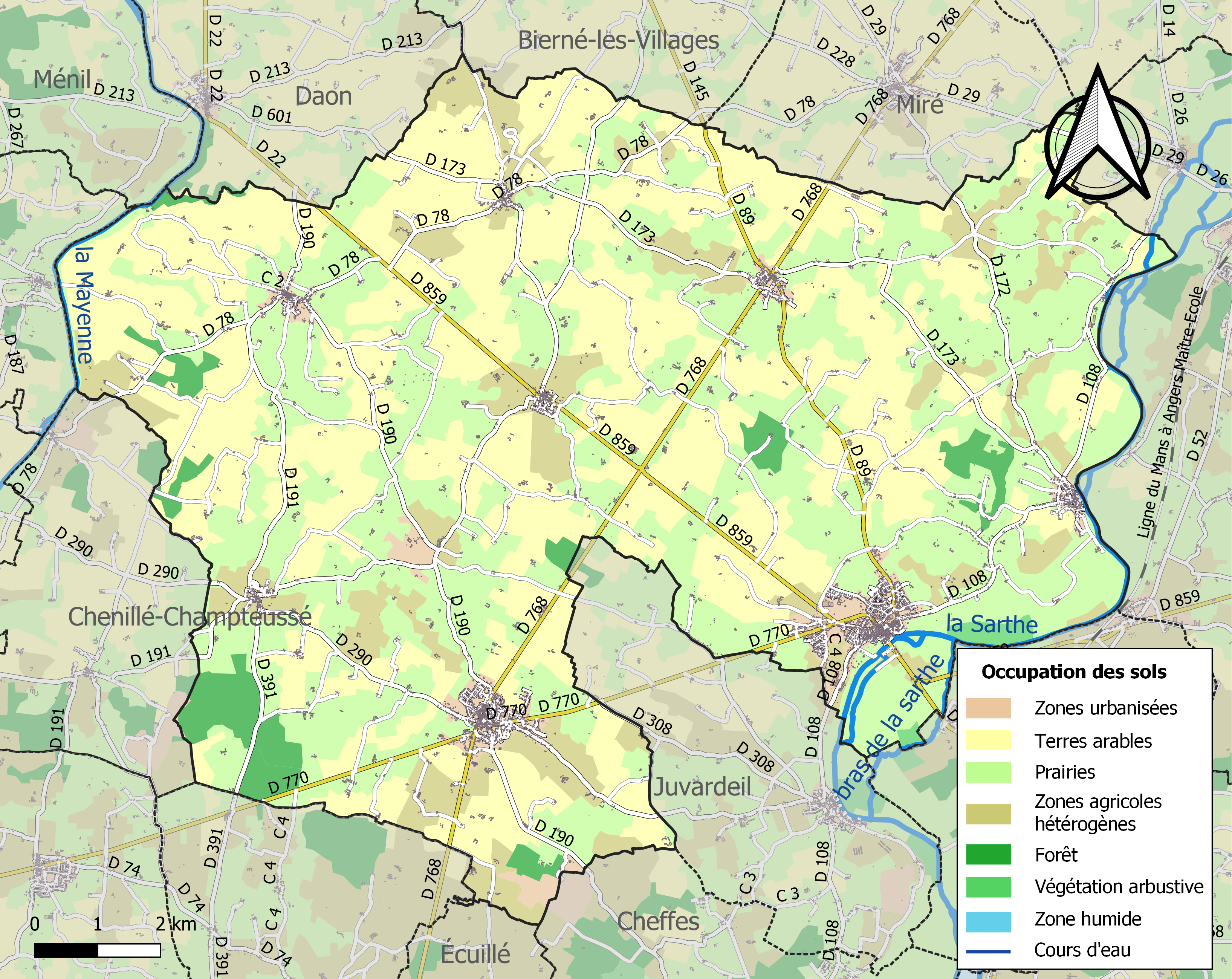
Kaart van de gemeente met de belangrijkste infrastructuur, bodemgebruik en omliggende gemeenten